# کیت بورکینشو
کیت بورکینشو (انگلیسی: Keith Burkinshaw؛ زادهٔ ۲۳ ژوئن ۱۹۳۵) بازیکن فوتبال اهل بریتانیا است.
از باشگاه‌هایی که در آن بازی کرده‌است می‌توان به باشگاه فوتبال وورکینگتون ای. اف. سی، باشگاه فوتبال اسکانتورپ یونایتد، و باشگاه فوتبال لیورپول اشاره کرد.